# میچیهیرو اومیگاوا
میچیهیرو اومیگاوا (انگلیسی: Michihiro Omigawa؛ زادهٔ ۱۹ دسامبر ۱۹۷۵) ورزشکار هنرهای رزمی ترکیبی و جودوکار اهل ژاپن است.